# Podivín
Podivín − miasto na Morawach, w Czechach, w kraju południowomorawskim.
Według danych z 31 grudnia 2003 powierzchnia miasta wynosiła 1 775 ha, a liczba jego mieszkańców 2 872 osób.

## Demografia
| Rok             | 1970  | 1980  | 1991  | 2001  | 2003  |
| --------------- | ----- | ----- | ----- | ----- | ----- |
| Liczba ludności | 2 701 | 2 849 | 2 848 | 2 887 | 2 872 |

Źródło: Czeski Urząd Statystyczny